# Serravalle Designer Outlet
Il Serravalle Designer Outlet è un grande centro commerciale situato a Serravalle Scrivia in provincia di Alessandria. Il centro si trova alle porte di Novi Ligure, a circa 40 minuti di strada da Genova e a circa un'ora da Torino e Milano. Per via della sua posizione strategica e le sue grandi dimensioni, è l'outlet più visitato d'Europa, risultando anche la seconda attrazione più visitata in Italia nel 2017, dietro al solo Colosseo.
Primo classificato nell'edizione 2025 dell'Outlet Centre Performance Report Europe, con i suoi 51.500 m² e duecentocinquanta negozi si afferma come l'outlet della McArthurGlen Group più grande d'Europa. 

## Storia
Il centro commerciale è situato tra la città di Novi Ligure e Serravalle Scrivia, lungo la Strada statale 35 bis dei Giovi. I lavori per la costruzione del complesso sono iniziati nel 1999 e si sono conclusi nel 2000, anno di apertura.
Nel corso degli anni, il gruppo Praga, in partenariato con la Società inglese McArthur Glen, costruttore del centro commerciale, ha espanso il complesso, dando vita ad altri centri commerciali limitrofi: Serravalle Retail Park e il Centro commerciale Serravalle (Iper).
Nel 2007 è stato aperto anche un Ferrari Store (poi sostituito da altri negozi).
Nell'estate 2014 sono iniziati i lavori di espansione dell'Outlet, che si sono conclusi il 10 novembre 2016, portando 70 nuovi negozi e creando 550 nuovi posti di lavoro. Il numero di negozi è salito quindi a 225
Nel 2025 è stato firmato il protocollo d'intesa per la realizzazione di una stazione ferroviaria nei pressi del centro commerciale.